# Вальтер Лослі
Вальтер Лослі (1901 — ) — швейцарський академічний веслувальник.
Олімпійський чемпіон 1924 року в складі розпашної четвірки зі стерновим.